# Залесье (сельское поселение Калининское)
Залесье — деревня в Тотемском районе Вологодской области.
Входит в состав Калининского сельского поселения, в период с 2004 по 2015 год —  составе Вожбальского сельского поселения.
Расстояние по автодороге до районного центра Тотьмы — 51,5 км, до центра муниципального образования деревни Кудринская — 6,5 км. Ближайшие населённые пункты — Гагариха, Исаево, Паново.

## Население
По данным переписи в 2002 году постоянного населения не было.
| 2010 |
| ---- |
| 0    |